# 유사군
추상대수학과 범주론에서 유사군(類似群, 영어: quasigroup)은 왼쪽 나눗셈과 오른쪽 나눗셈을 정의할 수 있는 이항 연산을 갖춘 대수 구조이다. 군의 개념의 일반화이다.

## 정의

### 이항 연산의 성질을 통한 정의
다음과 같은 데이터로 구성되는 튜플 {\displaystyle (Q,\cdot )}를 생각하자.
- 집합 {\displaystyle Q}
- 이항 연산 {\displaystyle \cdot \colon Q\times Q\to Q}. 이를 곱셈이라고 한다.

{\displaystyle (Q,\cdot )}에 대하여, 다음 두 조건이 서로 동치이며, 이를 만족시키는 {\displaystyle (Q,\cdot )}를 왼쪽 유사군(영어: left quasigroup)이라고 한다.
- (왼쪽 나눗셈) 임의의 {\displaystyle p,q\in Q}에 대하여, {\displaystyle p\cdot x=q}인 유일한 {\displaystyle x\in Q}가 존재한다.
- (왼쪽 작용은 순열) 임의의 {\displaystyle p\in Q}에 대하여, {\displaystyle p\cdot \in \operatorname {Sym} (Q)}

마찬가지로, {\displaystyle (Q,\cdot )}에 대하여, 다음 두 조건이 서로 동치이며, 이를 만족시키는 {\displaystyle (Q,\cdot )}를 오른쪽 유사군(영어: right quasigroup)이라고 한다.
- (오른쪽 나눗셈) 임의의 {\displaystyle p,q\in Q}에 대하여, {\displaystyle y\cdot p=q}인 유일한 {\displaystyle y\in Q}가 존재한다.
- (오른쪽 작용은 순열) 임의의 {\displaystyle p\in Q}에 대하여, {\displaystyle \cdot p\in \operatorname {Sym} (Q)}

왼쪽 유사군이자 오른쪽 유사군인 {\displaystyle (Q,\cdot )}를 유사군이라고 한다.

### 나눗셈을 통한 정의
왼쪽 유사군 {\displaystyle (Q,\cdot ,\backslash )}는 다음과 같은 데이터로 구성된다.
- 집합 {\displaystyle Q}
- 이항 연산 {\displaystyle \cdot \colon Q\times Q\to Q}. 이를 곱셈이라고 한다.
- 이항 연산 {\displaystyle \backslash \colon Q\times Q\to Q}. 이를 왼쪽 나눗셈이라고 한다.

이들은 다음과 같은 항등식들을 만족시켜야 한다.
- 임의의 {\displaystyle p,q\in Q}에 대하여, {\displaystyle p\cdot (p\backslash q)=p\backslash (p\cdot q)=q}

오른쪽 유사군 {\displaystyle (Q,\cdot ,/)}는 왼쪽 유사군의 반대 구조이다. 즉, 이는 다음과 같은 데이터로 구성된다.
- 집합 {\displaystyle Q}
- 이항 연산 {\displaystyle \cdot \colon Q\times Q\to Q}. 이를 곱셈이라고 한다.
- 이항 연산 {\displaystyle /\colon Q\times Q\to Q}. 이를 오른쪽 나눗셈이라고 한다.

이들은 다음과 같은 항등식들을 만족시켜야 한다.
- 임의의 {\displaystyle p,q\in Q}에 대하여, {\displaystyle (p/q)\cdot q=(p\cdot q)/q=p}

왼쪽 유사군과 오른쪽 유사군의 구조를 동시에 갖춘 {\displaystyle (Q,\cdot ,\backslash ,/)}를 유사군이라고 한다.

### 고리
고리(영어: loop)는 곱셈 항등원을 갖춘 유사군이다.

## 예

### 유한 유사군
유한 유사군은 라틴 방진과 동치이다.

## 같이 보기
- 나눗셈환
- 반군
- 모노이드
- 삼진환